# Recurso de aclaración, rectificación o enmienda
El recurso de aclaración, rectificación o enmienda está reglamentado en los Arts. 182 a 185 del Código de Procedimiento Civil Chileno.

## Concepto
El recurso de aclaración, rectificación o enmienda es un acto jurídico procesal del tribunal que dictó una sentencia definitiva o interlocutoria, quien de oficio o a petición de parte procede a aclarar puntos oscuros o dudosos, salvar omisiones o bien rectificar errores de copia, referencia o cálculos numéricos.
En doctrina se discute si se trata de un solo recurso o si se trata de dos recursos, pero
esta discusión no tiene mayor importancia práctica, ya que la única diferencia que existe entre
los dos recursos es su finalidad. Cuando tiene por finalidad aclarar los puntos obscuros o
dudosos de una resolución se dice que se trata de un recurso de aclaración y cuando tiene por
objeto salvar omisiones o rectificar errores de copia, de referencia o de cálculos numéricos se
habla de rectificación o enmienda.
“Es el medio que la ley concede a las partes para obtener que el mismo tribunal
que dictó una resolución aclare los puntos obscuros o dudosos, salve las omisiones o
rectifique los errores de copia, de referencia o de cálculos numéricos que aparezcan de
manifiesto en dicha resolución”

## Naturaleza Jurídica
En un momento se discutió acerca de este punto. Algunos pensaban que sí es un recurso procesal ya que se deduce ante un tribunal y de algún modo pretendía alterar o modificar resolución judicial. Sin embargo, se ha estimado que no es un recurso propiamente tal, ya que no pretende modificar en modo alguno la voluntad del sentenciador, el querer, lo declarado permanece intacto, solo se trata de corregir cuestiones estrictamente formales, defectos del lenguaje, etc., que no afectan el querer. Por lo mismo, no tiene plazo para su interposición e incluso existe la posibilidad que el propio tribunal rectifique su propia sentencia, sin perjuicio del desasimiento.

## Relación con el Desasimiento
El recurso de reposición tiene por objeto que, en determinadas circunstancias, una resolución judicial sea modificada por el mismo tribunal que la dictó. Cuando el recurso de aclaración, rectificación o enmienda se interpone en contra de sentencias interlocutorias o definitivas constituye una excepción al desasimiento.

## Características
1) Es un recurso extraordinario. Es un recurso extraordinario por dos razones:
a) Sólo procede en contra de ciertas resoluciones judiciales. Procede en contra de: (Art. 182
CPC)
1.- Sentencias definitivas.
2.- Sentencias interlocutorias.
b) Requiere de causales específicas de procedencia. Sólo procede por las siguientes causales:
(Art. 182 CPC)
1.- Cuando la resolución contiene puntos obscuros o dudosos.
2.- Cuando la resolución incurre en omisiones.
3.- Cuando la resolución contiene errores de copia, de referencia o de cálculos
numéricos.
2) Recurso de retractación
El recurso de aclaración rectificación y enmienda se interpone y es resuelto por el mismo
tribunal que dictó la resolución recurrida.

## Interposición

### Titular del recurso
El recurso de aclaración, rectificación o enmienda, al igual que todo otro recurso procesal, sólo puede ser interpuesto por quienes tengan la calidad de partes en el proceso, ya sean directas o indirectas.

### Procedencia
Procede en contra de las siguientes resoluciones judiciales: (Art. 182 CPC)
1. Sentencias interlocutorias.
2. Sentencias definitivas.

El recurso de aclaración, rectificación o enmienda se puede interponer aun cuando se hayan interpuesto otros recursos en contra de la misma sentencia. (Art. 185 CPC)

### Plazo de interposición
El CPC no señala plazo para la interposición del recurso de aclaración, rectificación o enmienda, por lo que puede ser interpuesto en cualquier tiempo, aun cuando la sentencia esté firme o ejecutoriada. La razón por la cual no existe plazo para interponer este recurso, es que él no tiene por objeto anular o enmendar una sentencia, sino que sólo aclararla o rectificar errores manifiestos. Esto demuestra que en el fondo no tiene el carácter de recurso propiamente dicho.

### Tramitación
Una vez interpuesto el recurso, el tribunal, a su elección, puede tramitarlo de dos maneras: (Art. 183 CPC)
1. Resolverlo de plano, o
2. Darle tramitación incidental.

### Efectos
Por efectos de un recurso ha de entenderse la suerte que sigue la resolución recurrida en cuanto a su cumplimiento mientras pende el fallo del recurso, esto es, consiste en determinar si por la interposición de recurso se suspenden o no los trámites del juicio o la ejecución de la sentencia.
En el recurso de aclaración, rectificación o enmienda el tribunal está facultado para decidir si, en atención a la naturaleza de la reclamación, se suspenden o no los trámites del juicio o la ejecución de la sentencia. (Art. 183 CPC). Por lo tanto, la interposición del recurso de aclaración, rectificación o enmienda no suspende por sí sola la tramitación del juicio o la ejecución de la sentencia, sino que el tribunal lo debe decidir en cada caso particular.

### Recursos contra la resolución que lo resuelve
En contra de la resolución que resuelve el recurso de aclaración, rectificación o enmienda procede el recurso de apelación en todos los casos en que proceda en contra de la sentencia definitiva o interlocutoria impugnada por medio del recurso de aclaración, rectificación o enmienda. (Art. 190 inc. 2 CPC)
La interposición del recurso de aclaración, rectificación o enmienda no suspende el plazo para apelar en contra de la misma resolución. (Art. 190 inc. 2 CPC)

## Rectificación de oficio

### Procedencia
Conforme lo establece el Art. 184 CPC, Los Tribunales están facultados para rectificar de oficio los errores señalados en el Art. 182. Esto significa que los únicos errores que puede de oficio el Tribunal rectificar son los indicados en el art. 182, vale decir, errores de copia, de referencia o de cálculos numéricos.

### Plazo
Los Tribunales sólo pueden hacer uso de esta facultad dentro del plazo de 5 días contados desde la primera notificación de la sentencia.

### Naturaleza jurídica
Esta facultad del tribunal no constituye un recurso procesal, ya que no se puede concebir un recurso que no sea interpuesto por las partes, de modo que sólo es una facultad conferida al tribunal para actuar de oficio.